# Бербешти (Лалошу)
Бербешти (рум. Berbești) насеље је у Румунији у округу Валча у општини Лалошу. Oпштина се налази на надморској висини од 179 m.

## Становништво
Према подацима из 2002. године у насељу је живело 551 становника, од којих су сви румунске националности.